# Granskär, Vasa
Granskär är en ö i Finland.   Den ligger i landskapet Österbotten, i den västra delen av landet, 400 km nordväst om huvudstaden Helsingfors.
Öns area är 53,7 hektar och dess största längd är 1 km i nord-sydlig riktning. Granskär sitter ihop med Gloskäret i norr genom ett torrlagt sund. På den södra delen av ön finns en grund flad med ett smalt inlopp. Förutom Gloskäret i norr är de närliggande öarna Långskär och Torskäret i öster, Äspskäret och Fårörarna i söder, Långörs grund i sydväst, Bultarna i väster och Granskärsören i nordväst.
Ön är bebyggd med ett tjugotal fastigheter varav en är en marina.